# Dasymaschalon acuminatum
Dasymaschalon acuminatum là loài thực vật có hoa thuộc họ Na. Loài này được Jing Wang & R.M.K.Saunders mô tả khoa học đầu tiên năm 2009.
Loài này có ở miền trung Việt Nam, Campuchia, trung, đông và đông nam Thái Lan.
Là cây gỗ nhỏ, cao tới 5 m. Ra hoa tháng 5-11, tạo quả tháng 6-11. Mọc ở cao độ 350–900 m. Tên gọi tại Thái Lan là bu-rong dok laem.